# جانينا فراي
جانينا فراي (بالفنلندية: Janina Fry)‏ هي متسابقة ملكة الجمال وعارضة ومغنية فنلندية، ولدت في 12 نوفمبر 1973.

## وصلات خارجية
- جانينا فراي على موقع IMDb (الإنجليزية)
- جانينا فراي على موقع ميوزك برينز (الإنجليزية)
- جانينا فراي على موقع ديسكوغز (الإنجليزية)
- جانينا فراي على موقع قاعدة بيانات الفيلم (الإنجليزية)